# Фасцинус
Фасцинус или фасцин (на латински: Fascinus) e римско фалическо божество, идентично с Мутунос (на латински: Mutunus) и Тутунос (на латински: Tutunus).
Фасцин е почитан като защитник от урочасване (лошо око) (на гръцки: αθαλμὸς βάσκανος), магьосничество и зли демони. Покровителството на фасцинус е използвано предимно за деца. В Рим поклонението на Фасцин е сред официалните култове, а ритуалите са изпълнявани от весталки.
Фасцинус е изобразен като фалос, често крилат, неговият символ са фасциний (на латински: Fascinum) – амулети или барелефи. Фасцинус амулети под формата на висулки са изключително често срещани в римския свят. Плиний Стари в естествената история също споменава, че Фасцинуси са прикрепени към колесниците на победителите, които влизат в Рим, за да ги предпазят от злото поради завист. Плиний ги нарича medicus invidiae (medicus – „доктор“, „лекарство“ и invidia – „против завист“, „против лошо око“).

## Галерия
- Барелеф-фасциний против лошо око на улица в Лептис Магна, II век
- Тротоар в Помпей
- Барелеф от Колония Клуния Сулпиция
- На каменна крепостна стена в Сарагоса
- Тинтиннабулум около I век пр. Хр. Такива амулети носили на колана, на пръстите, на ушите, окачвали на тавана, на лампи, на триноги, над входа на дома, и за защита от лошо око, завист, вреда, неудачи. Намерен в Херкулан.
- Бронзова фалическа висулка

|  | Тази страница частично или изцяло представлява превод на страницата „Фасцинус“ в Уикипедия на руски. Оригиналният текст, както и този превод, са защитени от Лиценза „Криейтив Комънс – Признание – Споделяне на споделеното“, а за съдържание, създадено преди юни 2009 година – от Лиценза за свободна документация на ГНУ. Прегледайте историята на редакциите на оригиналната страница, както и на преводната страница, за да видите списъка на съавторите. ВАЖНО: Този шаблон се отнася единствено до авторските права върху съдържанието на статията. Добавянето му не отменя изискването да се посочват конкретни източници на твърденията, които да бъдат благонадеждни. |